# Simona Bieliūnė
Simona Bieliūnė (* 1985) ist eine litauische Politikerin, seit April 2023 Vizebürgermeisterin von Vilnius.

## Leben
Nach dem Abitur an der Mittelschule absolvierte sie von 2004 bis 2008 das Bachelorstudium der Sozialpädagogik, von 2009 bis 2011 das Masterstudium der Edukologie und 2019 promovierte sie in Edukologie  an der Vilniaus universitetas in der litauischen Hauptstadt Vilnius. Von 2008 bis 2017 war sie Sozialpädagogin im Zentrum für Sonderpädagogik und Psychologie am Bildungsministerium Litauens. Von 2017 bis 2019 arbeitete sie als Chefspezialistin in der Abteilung für Drogen-, Tabak- und Alkoholkontrolle. 
Von 2019 bis 2020 war Bieliūnė Vizedirektorin am Gesundheitsamt der Verwaltung der Stadtgemeinde Vilnius. Von 2020 bis 2023 fungierte sie als Beraterin des Gesundheitsministers Arūnas Dulkys im Kabinett Šimonytė und betreute persönliche und öffentliche Fragen der psychischen Gesundheit. Seit April 2023 ist sie Vizebürgermeisterin, Stellvertreterin von Valdas Benkunskas.

## Familie
Bieliūnė ist verheiratet.